# Mount Waas
Mount Waas je hora na jihu Grand County, na východě Utahu.
Mount Waas je s nadmořskou výškou 3 758 metrů druhou nejvyšší horou pohoří La Sal Mountains a třetí nejvyšší horou Utahu s prominencí vyšší než 500 metrů.
Nachází se v oblasti Koloradské plošiny, přibližně 35 kilometrů jihovýchodně od Národního parku Arches.